# Дарнстаун (Мериленд)
Дарнстаун (енгл. Darnestown) насељено је место без административног статуса у америчкој савезној држави Мериленд.

## Демографија
По попису из 2010. године број становника је 6.802, што је 424 (6,6%) становника више него 2000. године.
| Група             | 2000.         | 2010.         |
| Белци             | 5.266 (82,6%) | 5.205 (76,5%) |
| Афроамериканци    | 252 (4,0%)    | 281 (4,1%)    |
| Азијати           | 505 (7,9%)    | 755 (11,1%)   |
| Хиспаноамериканци | 206 (3,2%)    | 350 (5,1%)    |
| Укупно            | 6.378         | 6.802         |